# Hvidovre Teater
Hvidovre Teater var et dansk teater, der var aktivt fra 1972 til 2000. 
Foreningen bag teatret blev dannet i 1968, men teatrets første forestilling fik først premiere i 1972. Dets kunstneriske leder var fra starten Holger Munk. Det faste spillested var teatersalen i en kommunal folkeskole i Hvidovre, men derudover turnerede teatret også landet rundt med sine forestillinger. Sejer Andersen overtog som leder i 1984 og lagde vægt på moderne udenlandsk og nyere dansk dramatik samt musikalske opsætninger. I 1997 fratog Teaterrådet teatret støtte, men støttede det dog som åben scene for andre turnéteatre. I 2000 lukkede teatret.
|  | Denne artikel om en bygning eller et bygningsværk kan blive bedre, hvis der indsættes et (bedre) billede. Du kan hjælpe ved at afsøge Wikimedia Commons for et passende billede eller lægge et op på Wikimedia Commons med en af de tilladte licenser og indsætte det i artiklen. |

|  | Denne artikel kan blive bedre, hvis der indsættes geografiske koordinater Denne artikel omhandler et emne, som har en geografisk lokation. Du kan hjælpe ved at indsætte koordinater i wikidata. |